# Soo, Kagoshima
Soo (曽於市, Soo-shi) é uma cidade localizada na região nordeste da Prefeitura de Kagoshima, Japão. Ela é próxima da cidade de Miyakonojō, na prefeitura Miyazaki.
Em censo realizado em abril de 2017, a cidade tinha uma população estimada de 37,038, e uma densidade populacional de aproximadamente 95 pessoas por quilômetro quadrado. Isso indica um declínio nos números em comparação com o censo realizado em 2006, que indicava uma população estimada de 43,752 e uma densidade populacional total de 112 pessoas por quilômetro quadrado. A área total da cidade é de 390,39 quilômetros quadrados. Soo é uma das muitas pequenas cidades do Japão que sofrem com uma diminuição constante da população.

## Geografia
Boa parte de Soo é montanhosa e coberta com florestas. Precipitação é comum, mas raramente neva. Soo está localizada em Kagoshima, por isso também recebe as cinzas de seus vulcões, mais notavelmente Shinmoedake e Sakurajima. Soo é uma cidade sem faixa litorânea, e fica no centro da península de Osumi.

## História
A cidade moderna de Soo foi estabelecida no dia 1º de julho de 2005, a partir da fusão das vilas de Osumi (Iwagawa), Sueyoshi e Takarabe, todas fazendo parte do distrito de Soo.

## Transporte

### Ar
O aeroporto mais próximo é o aeroporto de Kagoshima, que fica situado em Kirishima, cidade vizinha e segunda maior da prefeitura de Kagoshima.

### Ônibus
Existe uma linha de ônibus que parte de Miyakonojo e, fazendo caminho através de Soo, dirige-se para Kanoya; outra linha partindo da mesma cidade viaja em direção à Shibushi, outra cidade próxima.

#### Vias expressas
A via expressa Higashi-Kyushu se inicia em Soo-Yagoro, uma vila, antigamente parte da cidade de Osumi, que se localiza no sul da cidade de Soo. Ela se conecta até as vias expressas em Kumamoto, na prefeitura de Miyazaki e da Cidade de Kagoshima. Saindo de Iwagawa, entrada em Yogoro, e indo em direção à Sueyoshi (uma das áreas da cidade de Soo), a circulação na via é gratuita; saindo de Sueyoshi, é necessário pagar pedágio.